# Lecanoromycetidae
De Lecanoromycetidae vormen een subklasse van de klasse der Lecanoromycetes.
Tot deze subklasse behoren bepaalde soorten korstmossen.

## Taxonomie
De taxonomische indeling van de Lecanoromycetidae is als volgt:
Subklasse: Lecanoromycetidae
- Orde: Caliciales
  - Familie: Caliciaceae
  - Familie: Physciaceae
- Orde: Lecanorales
  - Familie: Aphanopsidaceae
  - Familie: Biatorellaceae
  - Familie: Catillariaceae
  - Familie: Cladoniaceae
  - Familie: Dactylosporaceae
  - Familie: Ectolechiaceae
  - Familie: Gypsoplacaceae
  - Familie: Haematommataceae
  - Familie: Heppiaceae
  - Familie: Heterodeaceae
  - Familie: Lecanoraceae
  - Familie: Loxosporaceae
  - Familie: Micareaceae
  - Familie: Mycoblastaceae
  - Familie: Parmeliaceae
  - Familie: Pilocarpaceae
  - Familie: Psoraceae
  - Familie: Ramalinaceae
  - Familie: Ramboldiaceae
  - Familie: Scoliciosporaceae
  - Familie: Sphaerophoraceae
  - Familie: Stereocaulaceae
  - Familie: Tephromelataceae
- Orde: Lecideales
  - Familie: Lecideaceae
  - Familie: Lopadiaceae
- Orde: Peltigerales
  - Suborde: Collematineae
    - Familie: Coccocarpiaceae
    - Familie: Collemataceae
    - Familie: Pannariaceae
    - Familie: Placynthiaceae

  - Suborde: Peltigerineae
    - Familie: Koerberiaceae
    - Familie: Lobariaceae
    - Familie: Massalongiaceae
    - Familie: Nephromataceae
    - Familie: Peltigeraceae
    - Familie: Vahliellaceae
- Orde: Rhizocarpales
  - Familie: Rhizocarpaceae
  - Familie: Sporastatiaceae
- Orde: Teloschistales
  - Familie: Brigantiaeaceae
  - Familie: Letrouitiaceae
  - Familie: Megalosporaceae
  - Familie: Teloschistaceae

De volgende families zijn incertae sedis geplaatst:
- Helocarpaceae
- Leprocaulaceae